# 粉河寺緣起繪卷

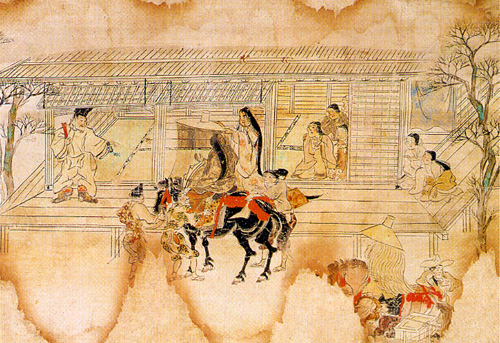
繪卷的第五段

粉河寺緣起繪卷（日语：粉河寺縁起絵巻、こかわでら えんぎ えまき）是描繪日本和歌山縣粉河寺緣起的繪卷，有1卷、高30.8cm、長1984.2cm，共有5段。該作品作者不明，預計製作與12世紀後期，是日本國寶之一。該繪卷的所有者是粉河寺，但寄託在京都國立博物館。

## 外部連結
- 京都国立博物館 名品紹介 粉河寺縁起 （页面存档备份，存于） - 全巻のデジタル画像が閲覧できる。